# ۴۲۵ (پیش از میلاد)
۴۲۵ (پیش از میلاد) ۴۲۵مین سال قبل از تقویم میلادی است.